# Белов, Евгений Семёнович
Евгений Семёнович Белов (1913—1992) — советский оперный певец (лирический баритон), музыкальный педагог.

## Биография
Родился в деревенской семье, был десятым, младшим, ребёнком. Его талант к пению был замечен на фронте, в годы Великой Отечественной войны, после которой он и решил стать профессиональным певцом.
В 1953 году окончил Государственный музыкально-педагогический институт имени Гнесиных (класс А. К. Минеева). Будучи студентом, c 1948 по 1951 год работал на Всесоюзном радио. В 1950 году стал лауреатом Международного конкурса молодежи и студентов в Праге. В том же году впервые на большой сцене — в Московском музыкальном театре имени К. С. Станиславского и В.И. Немировича-Данченко — исполнил партию Онегина, которая станет для него главной. С 1951 года пел в Большом театре. В репертуаре — партии Онегина («Евгений Онегин»), Елецкого («Пиковая дама»); Роберта («Иоланта»), второго корабельщика («Сказка о царе Салтане»), Жермона («Травиата»), Моралеса («Кармен»), Валентина («Фауст»), Сильвио («Паяцы»), Альберта («Вертер»), Трубецкого («Декабристы»), Метивье («Война и мир»), Андре («Джалиль»).
Тяга к «пушкинским» операм П. И. Чайковского — «Евгению Онегину», «Пиковой даме» — стала итогом обучения у Минеева, который целенаправленно готовил певца именно к этим ролям. Сам Анатолий Минеев долгие год был одним из лучших Онегиных в Большом театре и партнёром Леонида Собинова в партии Ленского. Белов пел в спектаклях вместе с Иваном Козловским, Николаем Гяуровым, Марио Дель Монако и Зарой Долухановой.
После ухода в 1964 году из Большого театра до 1977 года Белов стал солистом Московской филармонии. В 1961 году начал преподавательскую деятельность в институте имени Гнесиных. Вёл класс сольного пения, с 1979 года — доцент вокальной кафедры. Звание профессора Белов получил в самом конце жизни и в этом качестве уже не преподавал. Среди учеников Белова был будущий солист Большого театра, народный артист России А. М. Ломоносов.
Похоронен на Ваганьковском кладбище.

### Семья
- Жена — Белова, Марина Михайловна, искусствовед[4].
- Дочь — Белова, Вера Евгеньевна[3].
- Сын — Белов, Евгений Евгеньевич , заслуженный артист России, профессор .

## Награды и премии
- 1950 — лауреат Международного конкурса молодежи и студентов в Праге[2].
- 1962 — Заслуженный артист РСФСР[3].
- 1964 — Заслуженный артист Якутской АССР[3].